# ロジャー・チャフィー
ロジャー・ブルース・チャフィー（Roger Bruce Chaffee、1935年2月15日-1967年1月27日）は、アメリカ海軍の少佐、アメリカ航空宇宙局の宇宙飛行士である。チャフィーは、ガス・グリソム、エドワード・ホワイトとともにアポロ1号の事故によりケネディ宇宙センターで死亡した。死後に宇宙名誉勲章、パープルハート章、アメリカ海軍航空章を受章している。

## 初期の人生
チャフィーはミシガン州グランドラピッズで生まれ、イリノイ工科大学に進学し、1957年にパデュー大学で航空工学の学士号を取得した。オクラホマシティのマーサ・ホーンと1957年8月24日に結婚し、2人の子供、シェリー・リンとステファンを儲けた。チャフィーはボーイ・スカウトとファイ・カッパ・シグマのメンバーだった。1962年に空軍工科大学で修士号を取得した。

## 軍事とNASAでのキャリア
チャフィーはアメリカ海軍で少佐に昇進した。1960年代前半の彼の仕事は、ケープ・カナベラルの撮影等だった。Moon Shot: The Inside Story of America's Race to the Moonという本の中では、彼は偵察機U-2で、ジョン・F・ケネディ大統領が1962年10月22日のテレビ演説で用いた、キューバに配備されたソビエト連邦のミサイルを撮影したと語っているが、この頃、実際にはチャフィーはA-3を元にした偵察機RAD3に乗っていた。公式には、キューバ危機の時に任務に就いていたとされているが、正確な役割は明確にはなっておらず、キューバ上空を本当に飛んでいたかは明らかにはなっていない。
チャフィーは熱心に狩りを行った。宇宙飛行士への応募後、彼は神経を落ち着けるために狩りに行った。NASAが彼に仕事を依頼してきたのは、その狩りに行く途中のことであった。1963年10月18日、彼は14人の新しい宇宙飛行士の1人になったことが公式に発表された。彼は、ガス・グリソム、ユージン・サーナンとともに、エドワード・ホワイトがパイロットを務めたジェミニ4号の管制通信員を務めた。彼はまた、グリソムとともに、無人のサターン1Bロケットの打上げを飛行機から撮影した。また、同僚の宇宙飛行士エリオット・シーの棺を担ぐ役を務めた。アポロ1号は彼の初の宇宙飛行だった。ミッションではアポロ月着陸船は用いられなかったが、彼は月モジュールのパイロットを務める予定だった。

## 死
チャフィーは、ガス・グリソム、エドワード・ホワイトとともに、ケープ・カナベラルで起きたアポロ1号の事故で死亡した。打上げ前試験を行っていた時に、管制官に最初に火災のことを知らせたのはチャフィーだった。火災が発生して8秒の間、チャフィーはシートに座って、緊急メッセージを中継し続け、他の2人がハッチを開けようと懸命な努力をしている間、管制塔に情報を送り続けた。チャフィーとグリソムはともにアーリントン国立墓地の第3地区に、ホワイトはウェスト・ポイント墓地に葬られている。

## 記念
- 月の裏には、クレーターチャフィーがある。
- 火星のコロンビア・メモリアル・ステーションから14.3km南南東にあるアポロ1ヒルズには、チャフィー・ヒルズがある。
- ほ座γ星は、"Roger"をひっくり返した"Regor"と呼ばれる。
- カリフォルニア州サンペドロ湾には、人工島のチャフィー島がある[2][3]。
- 故郷のグランドラピッズには、ロジャー・B・チャフィープラネタリウムやロジャー・B・チャフィー奨学金がある。
- ミシガン州ツイン・レイクのキャンプ場には、チャフィーのボーイスカウトでの活躍と宇宙プログラムのための犠牲を称えた額がある。
- カリフォルニア州フラートンには、ロジャー・B・チャフィー公園がある。フラートンには、グリソムとホワイトの名前のついた公園もある[4]。
- テキサス州エルパソには、ロジャー・チャフィー通りがある。
- ニューヨーク州アマーストには、ロジャー・チャフィー自動車道がある。

### 学校
- 卒業したパデュー大学にはチャフィー・ホールがある。
- 「ロケット・シティー」として知られるアラバマ州ハンツビルには、ロジャー・B・チャフィー小学校がある[5]。ハンツビルには、エド・ホワイト中学校、バージル・グリソム高校もある[6]。
- フロリダ州ジャクソンビルに、2007年7月、チャフィー・トレイル小学校が開校した[7]。
- バミューダ海軍航空基地の海軍高校は、1970年から1995年まで、彼にちなんだ名前だった。バミューダ政府に基地を返却したのに伴い、クリアウォーター中学校となった。

## 映画とテレビ
1995年の映画『アポロ13』では、リード・ルディがチャフィーの役を演じた。1998年のテレビドラマ『フロム・ジ・アース/人類、月に立つ』では、ベン・マーレーが演じた。